# Chukwuemeka Onyemachi
Chukwuemeka Onyemachi (28 de julio de 1974) es un deportista nigeriano que compitió en judo. Ganó una medalla de bronce en el Campeonato Africano de Judo de 2004 en la categoría de +100 kg.

## Palmarés internacional
| Campeonato Africano | Campeonato Africano | Campeonato Africano | Campeonato Africano |
| Año                 | Lugar               | Medalla             | Categoría           |
| ------------------- | ------------------- | ------------------- | ------------------- |
| 2004                | Túnez (Túnez)       | Medalla de bronce   | +100 kg             |